# ریانه خویخلار
ریانه خویخلار (انگلیسی: Rianne Guichelaar؛ زادهٔ ۱۶ اوت ۱۹۸۳) بازیکن واترپلو اهل هلند است.